# راكي ساندا
راكي ساندا ، هي مُمثلة ومُنتجة ومُخرجة نيجيرية.

## روابط خارجية
راكي ساندا على موقع IMDb (الإنجليزية)